# Jan Křtitel Illesházy
Jan Křtitel z Illesyházy, také Jan Baptista Illesyházy či Jan Illesházy (slovensky uváděn jako Ján Baptista Ilešházi, maďarsky Illésházy Baptista János; 1737, Bratislava – 10. května 1799, Dubnica nad Váhom) byl uherský šlechtic z rodu Illesházyů (maďarsky Illyésházy nebo Illésházy), s původem v Ilesháze/Eliášovcích (dnešní okres Dunajská Streda). V letech 1766 až 1799 zastával úřad župana trenčínské a liptovské župy.

## Život

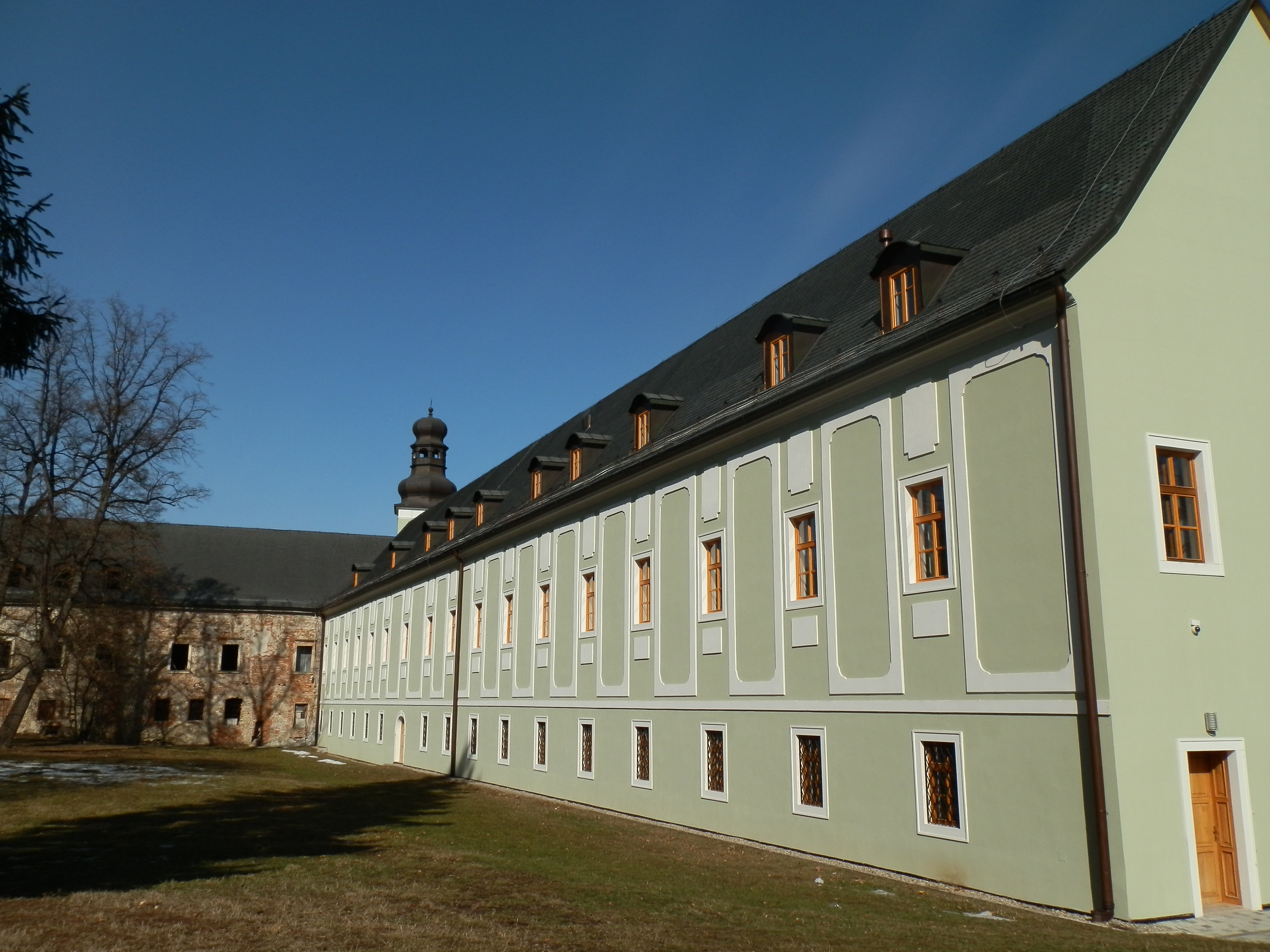
Kaštel v Dubnici nad Váhom

Narodil se jako syn uherskho magnáta hraběte Josefa Illesházyho (1700–1766) a jeho manželky rakouské hraběnky Terezie Petronelly z Abensberg-Traunu (1710–1790). Měl několik sourozenců, dospělosti se dožily pouze tři sestry (Marie Terezie, Julie a Marie Františka). 
Po smrti svého otce v roce 1766 převzal dědičný úřad trenčínského a liptovského župana. Kromě toho byl také členem dvorské rady Sedmipanonského dvora, královským komořím a skutečným tajným radou.
Na svých statcích se snažil zavést moderní pracovní postupy a některé technologické inovace. V roce 1788 založil na svém panství Brumov v Bílých Karpatech sklárnu sv. Sidonie (pojmenovanou na počest jeho manželky).
Podporoval rozvoj slovenského písemnictví, nechal přeložit do slovenštiny modlitební knížku a porodnickou příručku lékaře I. Černaja. Podporoval také činnost Slovenského učeného tovaryšstva. Ondrej Mesároš, přední představitel bernolákovského hnutí, působil na Illessházyově faře v Dubnici nad Váhom. Sám byl literárně činný, ale jeho díla nebyla publikována.
Byl mecenášem umění, zejména architektury. V roce 1760 nechal v Dubnici postavit kalvárii a přestavěl místní hrad, postavil také kostel v Borovcích. Zasloužil se také o rozvoj lázní v Trenčianských Teplicích.
Jan Křtitel z Illesházy zemřel na zámku v Dubnici nad Váhom. Je pohřben ve farním kostele v Trenčíně vedle svých předků.

### Manželství a potomstvo
Jeho manželkou byla od roku 1761 Sidónia Batthyányová. Z jejich manželství se naroili dva synové: staršího Štěpána (1762–1838) a mladšího Antonína (1775–1799) a dvě dcery: Josefínu (provdanou za hraběte Františka Josefa z Windischgrätze) a Marii (provdanou za hraběte Feketeho).